# أحمد بن محمد بن بسام
أحمد بن محمد بن عبد الله بن بسام، العتبي، الوهيبي، التميمي. هو مؤرخ وقاضي (955 هـ - 1040 هـ) في بلدة أشيقر، الواقعة حاليًا بمنطقة الرياض وسط المملكة العربية السعودية.

## النسب
هو أحمد بن محمد بن عبد الله بن بسام بن عساكر بن بسام بن عقبة بن ريس بن زاخر بن محمد بن علوي بن وهيب بن قاسم بن موسى بن مسعود بن عقبة بن سنيع بن نهشل بن شداد بن زهير بن شهاب بن ربيعة بن أبي سود بن مالك بن حنظلة بن مالك بن زيد مناة بن تميم بن مر بن أد بن طابخة بن إلياس بن مضر بن معد بن عدنان.

## النشأة
نشأ أحمد البسام في بلدة أشيقر من إقليم الوشم الزاخرة في وقتها بالعلماء والفقهاء، تعلم مبادىء الكتابة والقراءة والعلم الشرعي على يد الشيخ محمد بن أحمد بن إسماعيل والشيخ أحمد بن محمد بن خيخ.

## نبذة
انتقل أحمد البسام عام 1010 هـ من أشيقر إلى بلدة القصب وعيّن قاضيًا فيها ثم انتقل قاضيًا في ملهم  بنفس السنة وبطلب من أهلها وبقي فيها أربعة سنوات ثم انتقل إلى بلدة العينية عام 1015هـ بطلب من أميرها ابن معمر وأصبح قاضيًا ومعلمًا فيها، تعلم على يديه جملة من أهل العلم في أشيقر وملهم والعيينة وأشهرهم عبدالله بن عبدالوهاب المشرفي الوهيبي. اشتهر أحمد بن محمد البسام بمخطوطة تاريخية تدعى "نبذة في تاريخ نجد" كانت مرجع لكثير من مؤرخي نجد من تلك الحقبة.  

## المؤلفات
- نبذة في تاريخ نجد.
- رسالة في الفقه، ذكرها أحمد المنقور في مجموعة.
- ثلاثون مسألة فقهية، حررها عن شيخه محمد بن أحمد بن إسماعيل
- تاريخ ابن بسام. كتبها أحمد البسام مدونًا تاريخ نجد في الفترة الواقعة ما بين سنة 1015 هـ إلى 1039 هـ إلا أنها فقدت  ولم يبقى سوى ذكرها لدى ابن عيسى (ت 1343هـ) وابن بسام (ت 1346هـ) صاحب تحفة المشتاق. كما وصلت إلينا فقرات قصيرة من المخطوطة عبر ناقلين مثل احمد المنقور (ت 1125هـ) وابن لعبون (ت 1260هـ)، وكذلك ما نص عليه عثمان بن منصور (ت 1282هـ) من ان تاريخ ابن ربيعة (ت 1158هـ) وابن عباد (ت 1175هـ)  كانا مقتبسين من تاريخ ابن بسام.

## الذرية
كان لأحمد بن محمد البسام ابن يدعى عبدالله وابنة تدعى فاطمة، قال الشيخ إبراهيم بن صالح بن عيسى أنها تزوجت الشيخ سليمان بن علي وأنجبت منه الشيخ عبدالوهاب والد محمد بن عبدالوهاب، كما أنجبت منه الشيخ إبراهيم.
ومن أحفاده كل من: 
- عبد الله بن عبد الرحمن البسام، صاحب كتاب علماء نجد في ثمانية قرون.
- عبد الله بن محمد البسام، صاحب كتاب تحفة المشتاق.

## الوفاة
توفي أحمد بن محمد البسام عام 1040 هـ في بلدة العيينة. 